# Ricard Sánchez Sendra
Ricard Sánchez Sendra (nascut el 22 de febrer de 2000) és un futbolista professional català que juga com a lateral dret al club de la Lliga Granada.

## Carrera de club
Nascut a Sant Jaume dels Domenys, Catalunya, Sánchez va entrar l'any 2013 a La Masia del FC Barcelona, procedent del Gimnàstic de Tarragona. Va deixar el club el 2017, i va jugar breument al CD Toledo abans d'unir-se a l'Atlètic de Madrid el 2018.
Després de debutar amb el filial a Segona Divisió B, Sánchez va debutar amb el primer equip el 16 de desembre de 2020, com a titular i marcant el segon en la victòria per 3-0 de la Copa del Rei contra el CE Cardassar. Va debutar professionalment i a la Lliga el 20 de febrer següent, en una derrota a casa per 0-2 contra el Levante UD.
El 31 d'agost de 2021, Sánchez va signar un contracte de quatre anys amb un equip de primera divisió, el Granada CF, i va ser cedit immediatament al CD Lugo a Segona Divisió per a la temporada.

## Carrera internacional
Sánchez és un exinternacional juvenil espanyol. Va formar part de la selecció espanyola que va guanyar el Campionat d'Europa sub-19 de la UEFA 2019.

## Palmarès

### Club
Granada
- Segona Divisió: 2022–23

### Internacional
Espanya Sub-19
- Campionat d'Europa sub-19 de la UEFA: 2019